# هيلمة
هَيْلَمَة (الاسم العلمي: Hylemya)، جنس ذباب من ذوات الجناحين من فصيلة ذباب الأزهار. تضم ما لا يقل عن 30 نوعًا

<ref name=bugref>.